# Nu sta ik daar
Nu sta ik daar is een single van Will Tura. Het is afkomstig van zijn album Will Tura nr. 12. De volgende twee singles kwamen ook van dat album. Nu sta ik daar was de tweede single die de Belgische hitparade haalde in 1974. In Nederland verkocht het plaatje nauwelijks. Het lied gaat over een ruzie, die uiteindelijk een eind brengt aan een relatie. Hij zei slechte dingen en wachtte te lang met uitpraten.
B-kant De mannen van de nacht is afkomstig van het vorige album Will Tura nr. 11 uit 1973.
Het was wederom een Belgische hit voor de combinatie Nelly Byl (tekst, muziek) en muziekproducent Jean Kluger.
Tussen Alle dagen Kerstmis en Nu sta ik daar bracht Tura in Spanje nog een Spaanstalig plaatje uit: Desperado/La mas Bonita.

## Hitnotering

### BelgischeBRT Top 30
| Hitnotering: 3-2-1974 t/m 7-6-1974 | Hitnotering: 3-2-1974 t/m 7-6-1974 | Hitnotering: 3-2-1974 t/m 7-6-1974 | Hitnotering: 3-2-1974 t/m 7-6-1974 | Hitnotering: 3-2-1974 t/m 7-6-1974 | Hitnotering: 3-2-1974 t/m 7-6-1974 | Hitnotering: 3-2-1974 t/m 7-6-1974 | Hitnotering: 3-2-1974 t/m 7-6-1974 | Hitnotering: 3-2-1974 t/m 7-6-1974 | Hitnotering: 3-2-1974 t/m 7-6-1974 | Hitnotering: 3-2-1974 t/m 7-6-1974 | Hitnotering: 3-2-1974 t/m 7-6-1974 | Hitnotering: 3-2-1974 t/m 7-6-1974 | Hitnotering: 3-2-1974 t/m 7-6-1974 | Hitnotering: 3-2-1974 t/m 7-6-1974 | Hitnotering: 3-2-1974 t/m 7-6-1974 |
| Week:                              | 1                                  | 2                                  | 3                                  | 4                                  | 5                                  | 6                                  | 7                                  | 8                                  | 9                                  | 10                                 |                                    | 11                                 | 12                                 | 13                                 |                                    |
| ---------------------------------- | ---------------------------------- | ---------------------------------- | ---------------------------------- | ---------------------------------- | ---------------------------------- | ---------------------------------- | ---------------------------------- | ---------------------------------- | ---------------------------------- | ---------------------------------- | ---------------------------------- | ---------------------------------- | ---------------------------------- | ---------------------------------- | ---------------------------------- |
| Positie:                           | 19                                 | 12                                 | 22                                 | 17                                 | 16                                 | 11                                 | 11                                 | 11                                 | 20                                 | 26                                 | x                                  | 22                                 | 28                                 | 30                                 | uit                                |